# Jämtlands fältjägarkår
Jämtlands fältjägarkår (I 21/FJK) är ett infanteriförband inom svenska armén som verkat i olika former åren 1670–1997, 2000–2004 och återigen från 2022. Förbandsledningen är förlagd i Östersunds garnison i Östersund.

## Historia

### Bildandet
Förbandet har sitt ursprung i Ångermanlands, Medelpads och Jämtlands regemente som sattes upp 1646 i det nyligen erövrade landskapet Jämtland. Dock rekryterades soldaterna mestadels från de gamla svenska landskapen Ångermanland och Medelpad. Regementet kallades också Thomas Gärffelts regemente efter den första befälhavaren. Regementet lades ner år 1661 då de rekryterade landskapen hade flyttats över till flottan. Några kompanier fanns kvar fram till 1670, då de uppgick i det nya Jämtlands regemente till fots (eller Anders Plantings regemente). Detta regemente kom från 1682 att vapenövas på Frösö läger. Från och med 1689 hette regementet Jämtlands dragonregemente, men var oberidet fram till och med 1699 då Kongl. Maijts bestämde att två kompanier av regementet skulle göras beridna. Denna förändring kom också att verkligen ske och de två kompanierna var beridna åtminstone fram till och med sammandragningen av trupper mot gränsen 1711. I landskapet fanns ytterligare ett kompani, Jämtlands kavallerikompani, vilket var beridet och Norrlands enda kavalleri. Kompaniet organiserades senare till Norrlands dragonregemente.

### Rangordningen
I 1634 års regeringsform fastställdes den svenska regementsindelningen, där det angavs att armén skulle bestå av 28 regementen till häst och fot, med fördelningen av åtta till häst och 20 till fot. De indelta och roterande regementena namngavs efter län eller landskap, medan de värvade regementena uppkallades efter sin chef. När Jämtlands fältjägarregemente bildades angavs det som det tjugoandra i ordningen. Dock blev det ett nummer som aldrig användes, annat än för att ange regementets plats, enligt den då gällande rangordningen. År 1770 antog regementet namnet Jämtlands infanteriregemente.
Den rangordning som hade fastställts i 1634 års regeringsform började halta och skapa luckor efter freden i Fredrikshamn den 17 september 1809, då Finland tillföll Ryssland och de svenska regementen i Finland upplöstes. Därmed fanns det ett behov av att skapa ett nytt system. Under kronprins Karl Johans tid infördes 1816 ett nytt numreringssystem, där de svenska regementena genom en generalorder den 26 mars 1816 tillfördes ett officiellt ordningsnummer, till exempel № 23 Jämtlands fältjägarregemente. Till grund för numreringen låg inte bara ett regementes status, utan också de svenska landskapens inbördes ordning, samt att Svealand, Götaland och Norrland skulle varvas. De lägsta ordningsnumren tilldelades Kungl. Maj:ts Liv- och Hustrupper. Dessa nummer hade dock ingenting med rangordningen att göra, vilket bland annat framgår av gamla förteckningar där infanteri- och kavalleriförband är blandade just med hänsyn till rang och värdighet. År 1820 antogs namnet Jämtlands fältjägarregemente. Åren 1853–1892 gick regementet under namnet Jämtlands fältjägarkår. 

### Ordningsnumret
I samband med 1914 års härordning justerades 1914 samtliga ordningsnummer inom armén. För Jämtlands fältjägarregemente innebar det att regementet blev tilldelad beteckningen I 23. Justeringen av beteckningen gjordes för att särskilja regementen och kårer mellan truppslagen mot bakgrund av att namn och nummer som till exempel № 3 Livregementets grenadjärkår och № 3 Livregementets husarkår kunde förefalla egendomliga för den som inte kände till att förbanden ifråga tillhörde skilda truppslag.

### 1925 års försvarsbeslut
I och med genomförandet av 1925 års försvarsbeslut bröts väsentliga delar av det tidigare rangordningssystemet sönder. Detta skedde genom att truppförband med höga stamnummer flyttades in i låga nummer som blivit vakanta efter avvecklade eller sammanslagna regementen och därvid även fick tillgodoräkna rang i enlighet med platsen i nummerserien. Jämtlands fältjägarregemente som hade ett högt stamnummer övertog från den 1 januari 1928 det nummer som Andra livgrenadjärregementet tidigare innehaft, det vill säga I 5.

### OLLI-reformen
I samband med OLLI-reformen, vilken genomfördes inom försvaret åren 1973–1975, bildades A-förband och B-förband. A-förbanden var regementen som hade ansvaret för ett försvarsområde och med det blev ett försvarsområdesregemente och de tillfördes samtidigt mobiliserings- och materialansvaret inom försvarsområdet. Detta medförde att Norrlands artilleriregemente som ingick i Östersunds försvarsområde kom att bli ett B-förband (utbildningsregemente), medan Jämtlands fältjägarregemente (I 5) den 1 juli 1974 sammanslogs med Östersunds försvarsområde (Fo 22), vilket samtidigt namnändrades till Jämtlands försvarsområde, och bildade försvarsområdesregementet I 5/Fo 22, ett så kallat A-förband.

### 1974 års regeringsform
I samband med att 1974 års regeringsform trädde i kraft den 1 januari 1975, ändrades namnet från Kungliga Jämtlands fältjägarregemente till enbart Jämtlands fältjägarregemente. Samtidigt fråntogs Konungen den formella rollen som högste befälhavare för krigsmakten, vilket även kom att gälla rollen som förbandschef över gardesförbanden. Från den 1 januari 1975 kvartsod monarken enbart som hederschef över gardesförbanden.

### Östersunds armégarnison
I början av 1980-talet fortsatte rationaliseringen inom fredsorganisationen, vilket fick arméledningen att föreslå ett försök med att pröva en fullständig samordning av en garnison. Garnisonerna i Sollefteå och Östersund utsågs som försöksgarnisoner. Den 1 juli 1983 inleddes försöksverksamheten vid Östersunds armégarnison (ÖAG), där verksamheten leddes av en garnisonschef. Det innebar att cheferna för Jämtlands fältjägarregemente (I 5) och Norrlands artilleriregemente (A 4) underställdes chefen för Östersunds armégarnison som även var försvarsområdesbefälhavare för Jämtlands försvarsområde (Fo 22). Från den 1 oktober 1984 tillkom Arméns tekniska skola (ATS). Med den nya organisationen samlades all verksamhet utom utbildning under garnisonschefens direkta ledning. Det innebar att infanterister och artillerister blev anställda vid Östersunds armégarnison med garnisonschefen som chef, istället för vid något att garnisonens förband. Cheferna för Jämtlands fältjägarregemente och Norrlands artilleriregemente kom endast att ansvara för befäls-, grund- och repetitionsutbildning. Genom försöksorganisationen började dock de ingående förbanden att förlora sin identitet då organisationen ansågs var för stor och otymplig, något som påverkade förmågan att vidmakthålla och utveckla sina specialiteter inom respektive truppslag. År 1986 föreslog därför arméchefen att försöken skulle avbrytas, dock var regeringen av en annan åsikt och försöken drevs vidare fram till den 30 juni 1990. Från den 1 juli 1990 återinrättades Jämtlands fältjägarregemente (I 5), Norrlands artilleriregemente (A 4) och Jämtlands försvarsområde (Fo 22) som självständiga förband.

### Försvarsbesluten
Genom försvarsbeslutet 1992 beslutades att Fältjägarbrigaden skulle avskiljas från regementet, detta mot bakgrund av att regeringen ville att Försvarsmaktens grundorganisation skulle spegla krigsorganisationen. Brigaden avskiljdes från regementet den 1 juli 1994 och blev ett kaderorganiserat krigsförband inom Norra militärområdet (Milo N). Från samma datum införlivades försvarsområdesstaben i regementet.
Inför försvarsbeslutet 1996 föreslog Försvarsmakten att försvarsområdesstaben vid regementet samt Fältjägarbrigaden (NB 5) skulle avvecklas. Den socialdemokratiska regeringen, med stöd av Centerpartiet, föreslog istället en avveckling av Lapplandsbrigaden (NB 20). Ur försvarsekonomiska och försvarspolitiska skäl vägde de båda alternativen jämnt mot varandra. Regeringens skäl till att bibehålla brigaden i Östersund var möjligheterna till att vidmakthålla och utveckla en allsidig och rationell försvarsmaktsgarnison med såväl flyg- som arméförband. Dock var regeringen enig med Försvarsmaktens förslag om ny försvarsområdesindelning, vilket innebar att försvarsområdesstaberna i Kalix, Kiruna och Östersund skulle avvecklas. Försvarsområdesstaben vid Jämtlands fältjägarregemente avvecklades den 31 december 1997 vilket i praktiken innebar att även regementet avvecklades. Från den 1 januari 1998 kom Jämtlands försvarsområde (Fo 22) att integreras i Västernorrlands försvarsområde (Fo 23) under namnet Västernorrlands och Jämtlands försvarsområde (Fo 23). Som stöd till hemvärn och frivilligverksamheten inom före detta Jämtlands försvarsområde bildades försvarsområdesgruppen Jämtlandsgruppen. Från samma datum kom kvarvarande delar vid regementet att uppgå i den krigsorganiserade Fältjägarbrigaden (NB 5), vilken antog namnet Jämtlands fältjägarregemente och Fältjägarbrigaden (NB 5).
Inför försvarsbeslutet 2000 föreslog regeringen för riksdagen en kraftig reducering av arméförband vilket bland annat innebar att av tretton brigadförband inom armén skulle endast sex förband kvarstå för utbildning av armébrigadledningar och mekaniserade bataljoner. Vidare ansågs att de skulle vara relativt jämnt geografiskt fördelade över landet. I mellersta Norrland föreslog regeringen i sin proposition att Fältjägarbrigaden skulle kvarstå till förmån framför Ångermanlandsbrigaden (NB 21). Sollefteå garnison ansågs ha lika goda infrastrukturella och övningsbetingelser som Östersunds garnison, dock ansåg regeringen att förutsättningarna för en fortsatt utveckling av garnisonen i Östersund var bättre än Sollefteå. Till Östersunds fördel vägde de övriga förband som låg inom garnisonen, Jämtlands flygflottilj (F 4), Arméns tekniska skola och Motorskolan. Att omlokalisera Arméns tekniska skola till annan ort bedömdes av regeringen inte vara ekonomiskt försvarbart. Skolorna ansågs skulle kunna personal- och kompetensförsörjas med hjälp av att det kvarstod en brigad i Östersund. Vidare pekade regeringen att det borde vara lättare för personalen i Sollefteå att flytta till Östersund än till exempelvis Boden vilket skulle minska en eventuell kompetensförlust inom armén.
I samma försvarsbeslut stod det klart klart att en av de två trängkårerna, Göta trängkår (T 2) eller Norrlands trängkår (T 3), skulle avvecklas. Regeringen ansåg att trängkåren i Skövde hade bäst förutsättningar att utvecklas till en försvarsmaktsgemensam huvudenhet för underhållstjänst. Regeringen föreslog även en avveckling av Västernorrlands regemente (I 21) samt Ångermanlandsbrigaden (NB 21) vilket då skulle lämna Norrlands trängkår ensamt inom Sollefteå garnison. Till Göta trängkårs fördel ansåg regeringen närheten inom Skövde garnison till mekaniserade förband, militärområdesverkstaden, mekanikerskola samt närhet till Försvarsmedicincentrum samt flera större sjukhus. Dock ansåg regeringen att det borde finnas underhållsutbildning med vinterutbildning i norra Sverige vilken då skulle förläggas till Östersunds garnison och samlokaliseras med Arméns tekniska skola (ATS) och Motorskolan (MS). Norrlands trängkår avvecklades den 30 juni 2000 som självständigt förband. Från den 1 juli 2000 antog Fältjägarbrigaden namnet Jämtlands fältjägarregemente (I 5). Det nya regementet kom att bestå av två utbildningsbataljoner: Jämtlands infanteribataljon från Fältjägarbrigaden (Infbat/I 5) samt Norrlands trängbataljon (Trängbat/I 5) från avvecklade Norrlands trängkår.

### Regementet läggs ner...
Genom försvarsbeslutet 2004 kom riksdagen bland annat att besluta om en avveckling av Jämtlands fältjägarregemente. Inför försvarsbeslutet ställdes regementet mot Södra skånska regementet (P 7), Södermanlands regemente (P 10) och Gotlands regemente (P 18), där regeringen var angelägen om att skapa rationella produktionsförutsättningar och en långsiktigt hållbar organisationsstruktur. Den nya organisationen skulle svara mot de krav som den nya strukturen med insatsförband och utvecklings- och kompetensresurser ställer. Samtliga regementen utbildade mekaniserade förband och hade goda produktionsförhållanden samt goda verkstadsresurser. Regeringen ville att Försvarsmakten skulle utvecklas till ett insatsförsvar, med en större tonvikt på internationalisering, något som kom att medföra att regeringen föreslog en avveckling av bland annat Jämtlands fältjägarregemente. Kvar av de tre regementena blev Södra skånska regementet, vilket regeringen ansåg ha den mest fördelaktiga lokaliseringen med närhet till ett övningsfält som var av central betydelse för Försvarsmakten. Regeringen fäste även stor vikt vid att ha ett militärt utbildningsförband med markstridsinriktning i Skåneregionen, med korta avstånd både till Öresundsbron och Barsebäcksverket.
Den 31 december 2004 avvecklades regementet och från 1 januari 2005 övergick regementet till en avvecklingsorganisation fram till dess att avvecklingen skulle vara slutförd senast den 30 juni 2006. Den 8 april 2005 genomfördes den sista stora mucken, då 463 värnpliktiga muckade från de tre kompanierna Bergs, Hallens och Fredrikshofs kompani, då de gick ut genom grindarna för sista gången. Den ceremoniella avvecklingen skedde den 8 april 2005 och den 17 juni 2005 genomfördes en gemensam avvecklingsceremoni för de förband och skolor i Östersunds garnison som berördes av försvarsbeslutet. Ceremonin hölls på Österängsparken i Östersund. Avvecklingen av regementet samt garnisonen skulle vara helt genomförd senast den 30 juni 2006 men kom att vara helt slutförd den 31 augusti 2006.

### ... och återetableras som kår
Den 14 maj 2019 överlämnade försvarsberedningen sin slutrapport till regeringen, där man inför försvarsbeslutet 2020 föreslog hur det militära försvaret skulle utvecklas åren 2021–2025. Försvarsberedningen föreslog bland annat att två nya regementen skulle etableras för utbildning av territoriella förband. Som förslag till var dessa skulle förläggas föreslogs Falun, Härnösand, Sollefteå och Östersund.
I Försvarsmaktens budgetunderlag för 2021 till regeringen föreslog Försvarsmakten återhållsamhet med att upprätta nya organisationsenheter på grund av stora investeringskostnader och långa ledtider gällande miljötillståndsprövning. Den 7 juli 2020 meddelade regeringen att man begärde in kompletterande budgetunderlag för 2021 från Försvarsmakten. I uppdraget skulle Försvarsmakten justera budgetunderlaget för 2021, där bland annat genom militärstrategiska motiv regeringen ville återetablera ett regemente till Östersund. Den 17 juli 2020 svarade Försvarsmakten på regeringens uppdrag, där man gällande grundorganisationen föreslog att inrätta Jämtlands fältjägarregemente (I 5) i Östersund vilket man beräknade under perioden 2023–2030 skulle tynga anslagsposten "Förbandsverksamhet och beredskap" med cirka 1.200 miljoner kronor. Någon större analys av de potentiella skjutfältens förutsättningar och miljötillstånd för att möjliggöra relevanta utbildningsförutsättningar hade Försvarsmakten inte kunnat genomföra på grund av regeringens givna tidsförhållanden. Dock avsåg Försvarsmakten att inför budgetunderlaget för 2022 redovisa ett fördjupat beslutsunderlag gällande etablering av en organisationsenhet i Östersund för utbildning av en till två lokalförsvarsskyttebataljoner.
Inför försvarsbeslutet 2020 presenterade regeringen den 12 oktober 2020 en överenskommelse om att från 2022 återetablera Västernorrlands regemente (I 21) i Sollefteå, med ett utbildningsdetachement i Östersund. Regeringen angav att en återetablering i Sollefteå var av vikt för skyddet av förbindelserna till Trondheim, vilket bland annat berör amerikanska marinkårens förutplacerade utrustning i Trøndelag. Utbildningsdetachementet som regeringen föreslog att förlägga till Östersund namngavs som Jämtlands fältjägarkår och skulle motsvara en bataljon. Både i Sollefteå och Östersund kommer grundutbildning av totalförsvarspliktiga ske mot bakgrund av att regeringen ansåg att det strategiska omvärldsläget medger att även i fredstid förstärka den militära närvaron i Östersund, med bland annat utbildning av värnpliktiga. 
Senast den 1 mars 2021 skulle Försvarsmakten redovisa myndighetens planering till regeringskansliet (försvarsdepartementet) över återinrättandet av Västernorrlands regemente i Sollefteå, med utbildningsdetachementet Jämtlands fältjägarkår i Östersund. Den 26 februari 2021 presenterade Försvarsmakten sitt budgetunderlag för 2022, där Försvarsmakten redovisade sin planering, förberedelser och verksamhet i syfte att kunna återinrätta de av försvarsbeslutet utpekade regementena. Västernorrlands regemente föreslogs etableras från det fjärde kvartalet 2021, initialt med huvuddelen av verksamheten utgående från Östersund och med regementsledning i Sollefteå. Bakgrunden till förslaget byggde på att Försvarsmakten genom befintliga lokaler sedan tidigare bedrev verksamhet i Östersund, vilket möjliggör utbildningsverksamhet från perioden 2022–2023 i Östersund och efter nybyggnation från 2024 även i Sollefteå.
Den 16 juni 2021 offentliggjorde Försvarsmakten cheferna för de nyupprättade förbanden. Överste Jonas Karlsson utsågs till Västernorrlands regemente nya regementschef och tillträdde formellt sin befattning i samband med att regementet återetablerades första kvartalet 2022. Den 1 september 2021 trädde förordningen med instruktion för Försvarsmakten (2007:1266) i kraft, vilken innebar en återetablering av fyra regementen och en flygflottilj. Den 6 december 2021 etablerades regementsstaben i Sollefteå, där man inledningsvis grupperade temporärt i de gamla kasernerna på kasernetablissement norr om riksväg 90. Den 16 januari 2022 invigdes Västernorrlands regemente med Jämtlands fältjägarkår genom en ceremoni i regementsparken i Sollefteå, där bland annat prins Carl-Philip som representant för hovet, överbefälhavare Micael Bydén, försvarsminister Peter Hultqvist och landshövdingarna från både Västernorrlands län och Jämtlands län deltog. Den 17 januari 2022 invigdes Jämtlands fältjägarkår officiellt genom en ceremoni i Frösö Parks mässhall, där bland annat kommunalrådet Bosse Svensson, Jämtlands landshövding Marita Ljung och överste Jonas Karlsson medverkade.
Den 20 juni 2022 ryckte de första soldaterna in till Västernorrlands regemente med Jämtlands fältjägarkår på Frösön, Östersund. Dryga 60 gruppbefälselever ryckte in för 12 månaders värnpliktsutbildning, där hälften av soldaterna kommer fördelas på Östersund och Sollefteå, medan övriga slutförde sin värnpliktsutbildning i Falun.
Den 27 april 2024 bestred Västernorrlands regementet, genom Anundsjö kompani, högvakten vid Drottningholms slott, samtidigt som Bergs kompani från Jämtlands fältjägarkår bestred högvakten vid Stockholms slott. Enligt en gammal tradition så vaktar fältjägarna Stockholms slott på kungens födelsedag, då han även är hertig av Jämtland.

## Verksamhet
Åren 2000–2005 var regementets uppgift att utbilda mekaniserade infanteri- och spaningsförband, underhålls-, sjukvårds- och trafikförband. De mekaniserade infanteriförbanden utbildades på Livkompaniet, Bergs kompani, Hallens kompani och Hammerdals kompani. Underhålls-, sjukvårds- och trafikförband utbildades på Fredrikshofs kompani och Remsle kompani.
I samband med att Jämtlands fältjägarkår återetablerades 2022 kommer även fältjägarkåren att börja utbilda de första värnpliktiga vid förbandet. I samband med återetableringen kommer värnpliktsutbildningen vid Fältjägargruppen successivt att överföras till Jämtlands fältjägarkår. Fältjägargruppen kommer därefter istället att inrikta sig helt på vidmakthållande och vidareutbildning av Fältjägarbataljonen. Till sommaren 2022 ska Jämtlands fältjägarkår enligt plan bestå av 20 anställda militärer, med arbetsplats i anslutning till Hemvärnets lokaler på Frösön. Omkring 60 värnpliktiga kommer i omgångar utbildas vid övningsområdena i Dagsådalen och Grytan. Fullt utbyggd är verksamheten först närmare 2030, då med ett 50-tal anställda officerare samt årlig utbildning av 100 värnpliktiga. Övningsverksamhet kommer främst ske vid Dagsådalens skjutfält. 

### Internationell verksamhet
- BA99: oktober–december 1999 i Bosnien under SFOR-befäl
- KS02: maj–oktober 2000 i Kosovo under KFOR-befäl
- KS08: juni–december 2003 i Kosovo under KFOR-befäl
- KS11: december 2004-juni 2005 i Kosovo under KFOR-befäl

### Utbildningskompanier
| 1689(?) 1. Livkompaniet 2. Överstelöjtnantens kompani 3. Majorens kompani 4. Brunflo kompani 5. Hallens kompani 6. Revsunds kompani 7. Ovikens kompani 8. Bergs kompani 9. Lits kompani | 1853 1. Livkompaniet 2. Bergs kompani 3. Revsunds kompani 4. Hammerdals kompani | 2004 1. Offerdals kompani 2. Alsen kompani 3. Livkompaniet 4. Bergs kompani 5. Hallens kompani 6. Hammerdals kompani 7. Remsle kompani 8. Fredrikshofs kompani | 2022 1. Livkompaniet? 2. Bergs kompani? 3. Revsunds kompani? 4. Hammerdals kompani? |

## Tidigare ingående enheter
Genom 1901 års härordning fastställdes att tillgång till trupp skulle regleras genom allmän värnplikt, vilket bland annat resulterade i att infanteriregementena utökades med en bataljon och kom att omfatta tre infanteribataljoner. I samband med krigsutbrottet 1914 fastställdes försvarsbeslutet 1914, vilket bland annat medförde att linjeregementet I 23 organiserades och mobiliserades. I likhet med övriga infanteriregementen skulle också ett reservregemente sättas upp, dock kom dessa aldrig att mobiliseras. Vidare infördes en brigadorganisation inom armén, där två infanteriregementen bildade en brigad. I 14 tillsammans med I 23 bildade 11. infanteribrigaden, ingående i VI. arméfördelningen. Genom försvarsbeslutet 1925 reducerades försvaret kraftigt. Bland annat så utgick reservregementena samt att antalet arméfördelningar reduceras med två. Vidare reducerades samtliga infanteriregementen med en bataljon och kom att från den 1 januari 1928 bestå av två infanteribataljoner. De tidigare linjeregemente ersattes samtidigt med begreppet fältregemente. Som en följd av försvarsnedskärningarna under slutet av 1920-talet, kunde regementet vid krigsutbrottet 1939 endast mönstra två bataljoner, dock var dessa inte helt fulltaliga eller rustade. I den nya organisationen kom regementet underställas chefen för Norra arméfördelningen. Genom försvarsbeslutet 1942 stärktes dock försvarets krigsorganisation, vilket bland annat medförde att infanteriregementena tillfördes en tredje bataljon, samt att i stort sett samtliga kom att sätta upp två fältregementen. Dels det ordinarie regementet, men sen ett helt nytt som blev ett så kallat dubbleringsregemente. Dubbleringsregementet erhöll det ordinarie regementets nummer plus 30. Det vill säga fältregementena numrerades som i Jämtlands fältjägarregementes fall, I 5 och I 35. Det fredstida regementet betecknades som I 5 depå, för att särskilja det från krigsförbanden. Genom försvarsbeslutet 1948 kom fältregementena att omorganiseras till brigader. Genom försvarsbeslutet 1958 avvecklades en av brigaderna och genom försvarsbeslutet 1992 avskildes den återstående brigaden från regementet. Efter försvarsbeslutet 2000 kom regementet att bestå av två utbildningsbataljoner, vilka överfördes till regementet från Fältjägarbrigaden (NB 5) och Norrlands trängkår (T 3).

### 11.infanteribrigaden
11. infanteribrigaden var en infanteribrigad inom VI. arméfördelningen som verkade åren 1915–1927 och bestod av Hälsinge regemente och Jämtlands fältjägarregemente.

### Fältjägarbrigaden
Fältjägarbrigaden (IB 25) bildades 1949 genom att fältregementet Jämtlands fältjägarregemente (I 5) omorganiserades till brigad. Brigaden kom endast att organiseras efter förbandstypen IB 49, innan den avvecklades 1958 genom försvarsbeslutet 1958. År 1988 övertog Härjedalsbrigaden namnet Fältjägarbrigaden.

### Härjedalsbrigaden
Härjedalsbrigaden (IB 35) bildades 1949 genom att fältregementet Härjedalens regemente (I 35) omorganiserades till brigad. År 1958 blev brigaden ensam vid Jämtlands fältjägarregemente, då IB 25 avvecklades. IB 35 kom att organiseras efter förbandstyperna IB 49, IB 59, NB 63, NB 85 och NB 2000. År 1963 omorganiserades brigaden till en norrlandsbrigad, i samband med det antog brigaden namnet Jämtlandsbrigaden (NB 35). År 1988 övertog brigaden namnet Fältjägarbrigaden. Den 1 juli 1994 kom Fältjägarbrigaden att avskiljas från regementet och blev ett kaderorganiserat krigsförband inom Norra militärområdet (Milo N), under det nya namnet Fältjägarbrigaden (NB 5). Brigaden avvecklades den 30 juni 2000 i samband med försvarsbeslutet 2000.

### Jämtlands försvarsområde
Jämtlands försvarsområde (Fo 22) bildades den 1 oktober 1942 och hade sin stab lokaliserad till Östersunds garnison. Det omfattade geografiskt hela Jämtlands län. I samband med OLLI-reformen den 1 juli 1974 fick Jämtlands försvarsområde gemensam stab med Jämtlands fältjägarregemente. Åren 1983–1990 var försvarsområdesstaben underställd chefen för Östersunds armégarnison (ÖAG). Åren 1990–1994 var försvarsområdesstaben en självständig enhet. Från den 1 juli 1994 var staben återigen en del av regementet. Genom försvarsbeslutet 1996 upplöstes och avvecklades försvarsområdesstaben den 31 december 1997. Från den 1 januari 1998 integrerades försvarsområdet i Västernorrlands och Jämtlands försvarsområde, vilket leddes från Sollefteå garnison. 

### Jämtlands infanteribataljon
Jämtlands infanteribataljon (Infbat/I 5) bildades den 1 juli 2000 och var åren 2000–2004 en av regementets två grundutbildningsbataljoner. Bataljonen har sitt ursprung ur Fältjägarbrigaden (NB 5). Officiellt bildades bataljonen den 1 november 2000, då regementschefen översten Anders Brännström vid en ceremoni på Fältjägarregementets kaserngård överlämnade Fältjägarbrigadens fana till bataljonschefen överstelöjtnant Johan Fölstad. Fältjägarbrigadens fana kom att föras av bataljonen vid högtidliga och officiella sammanhang.
Jämtlands infanteribataljon bestod av fyra kompanier: Livkompaniet, Bergs kompani, Hallens kompani och Hammerdals kompani, vilka hade sitt ursprung från Jämtlands fältjägarregemente. Bataljonen utbildade soldater och befäl till Försvarsmaktens mekaniserade insatsbataljoner samt för brigadlednings- och spaningskompanier vilket inkluderade ett mekaniserat kompani 90, lednings-/granatkastarkompani, trosskompani, spaningskompani 90 och ett brigadledningskompani. I samband med försvarsbeslutet 2004 avvecklades bataljonen och istället kom den subarktiska utbildning inom armén att koncentreras till Norrbottens regemente. Avvecklingen av bataljonen genomfördes tillsammans med övriga förband i Östersund den 8 april 2005.

### Norrlands trängbataljon
Norrlands trängbataljon (Trängbat/I 5) bildades den 1 juli 2000 och har sitt ursprung ur Norrlands trängkår (T 3). Åren 2000–2004 var bataljonen en av regementets två grundutbildningsbataljoner och var förlagd i kasern 3, vilken nyinvigdes den 29 augusti 2001 och överlämnades under en ceremoni till bataljonschefen. Officiellt bildades bataljonen den 1 november 2000, då regementschefen översten Anders Brännström vid en ceremoni på Fältjägarregementets kaserngård överlämnade Norrlands trängkårs fana till bataljonschefen. Norrlands trängkårs fana kom att föras av bataljonen vid högtidliga och officiella sammanhang.
Norrlands trängbataljon bestod av fyra kompanier: Offerdals kompani, Alsen kompani, Fredrikshofs kompani och Remsle kompani. Offerdals kompani och Alsen kompani är kompaninamn från Jämtlands fältjägarregemente, vilka minner om de två jämtländska socknarna Alsens socken och Offerdals socken. Fredrikshofs kompani och Remsle kompani har sina ursprung från Norrlands trängkår och minner om kårens tid vid Fredrikshovs slott i Stockholm åren 1894–1898 samt tiden i stadsdelen Remsle i Sollefteå åren 1898–1992. I samband med försvarsbeslutet 2004 avvecklades bataljonen. Istället kom all underhållsutbildning inom armén att koncentreras till Göta trängregemente i Skövde. Avvecklingen av bataljonen genomfördes tillsammans med övriga förband i Östersund den 8 april 2005.

## Förläggningar och övningsplatser

### Förläggning
Mellan den 21 december 1687 och den 15 augusti 1926 vapenövades regementet vid sin mötesplats vid Frösö läger. Den 7 oktober 1905 flyttades regementets stamskolor till Gamla skolan (Västra skolan) vid Rådhusgatan 44. Hösten 1910 flyttade regementet in i ett nyuppfört kasernetablissement vid Fältjägargränd 13. Kasernerna ritades av Erik Josephson och uppfördes efter 1901 års härordnings byggnadsprogram efter Fortifikationens typritningar för infanterietablissemang. Den 8 april 1911 högtidlighöll regementet inflyttningen till Östersund genom en inflyttningsceremoni. Efter att riksdagen beslutade att regementet skulle avvecklas, kom Vasallen den 1 augusti 2005 att tillträdda som ägare över kasernetablissementet. Avvecklingsorganisationen upphörde den 31 augusti 2006 då även kasernetablissementet lämnades.
Den 17 mars 2021 godkände Östersunds kommunstyrelse en försäljning av lägerdelen på Grytans skjutfält till Fortifikationsverket för en kostnad på 15 miljoner kronor, med ett tillträdde till lägret den 1 september 2021.Försvarsmakten planerar även att förlägga Jämtlands fältjägarkår dit, men med först någon gång åren 2025–2026, efter att lägret moderniserats och anpassats till ett ändamålsenligt kasernetablissement.
Som ett led i återetablering av Västernorrlands regemente med Jämtlands fältjägarkår, presenterade Försvarsmakten och Fortifikationsverket den 15 december 2021 sina planer för återetableringen av Jämtlands fältjägarkår i Östersund. Planen är att uppföra ett nytt kasernetablissement på Torråsen norr om Östersund. Torråsen är ett gammalt övningsområde och ligger i söder om E45, i direkt anslutning till Dagsådalens skjutfält norr om E45, samt möjliggör till ytterligare tillväxt på sikt. Bakgrunden till Försvarsmakten val av gruppering, är för att ha nära till Östersund centrum, Grytans skjutfält och Dagsådalens skjutfält. Att ett nytt kasernetablissement uppförs, innebar samtidigt att Försvarsmakten kan planera efter hur ett nytt typregemente ska se ut. Då behovet av lokaler inte är detsamma som när kasernetablissementet vid Fältjägargränd uppfördes i början av 1900-talet. Det nya kasernetablissementet kommer vara klart att tas i bruk årsskiftet 2028/2029 och då omfatta inhägnad mark och utgöras av kaserner med logement, matsal, idrottshall, förråd, fordonshallar. Tillsvidare kommer Jämtlands fältjägarkår vara samgrupperade tillsammans med Fältjägargruppen till temporära lokaler, som Fortifikationsverket hyr på det före detta flottiljområdet på Frösön. Bland annat tre kaserner från Jämtlands flygflottilj kommer utgöra förläggning till de värnpliktiga.

### Övningsplatser
Åren 1687–1926 hade regementet sin övningsplats vid Frösö läger, vilket även var regementets mötesplats. Regementet kom senare att övas vid bland annat Dagsådalens skjutfält och Grytans skjutfält. Förvaltningen av Grytans skjutfält låg på Norrlands artilleriregemente (A 4). Efter att Norrlands artilleriregemente avvecklades 1997, övertogs förvaltningsansvaret av Jämtlands fältjägarregemente. Totalt disponerade Jämtlands fältjägarregemente över 12 000 hektar mark som övnings- och skjutfält. Grytans skjutfält utgjordes av 8 912 hektar, Dagsådalens skjutfält inklusive närövningsfält 1 863 hektar och Torråsen 943 hektar.

## Heraldik och traditioner
Regementets högtidsdag var 20 september, som minne till Slaget vid Nowy Dwór den 20 september 1655., ett segernamn som delas med Norrlands dragonregemente.
I och med försvarsbeslutet 2004 avvecklades Jämtlands fältjägarregemente den 8 april 2005. Dess arv och traditioner övergick till Fältjägargruppen, tidigare benämnd Jämtlandsgruppen, som flyttade ut till lokaler på den avvecklade flygflottiljen Jämtlands flygflottilj (F 4) på Frösön. Åren 2006–2019 var Fältjägargruppen till en del av Norrbottens regemente (I 19) och från 2013 fördes regementets traditioner av Fältjägarbataljonen (14. hvbataljonen).
I och med återetableringen av Västernorrlands regemente med Jämtlands fältjägarkår återfördes samtliga traditioner från I 5 till detachementet Jämtlands fältjägarkår. Formellt skedde detta den 16 januari 2022 genom fanöverlämning till chefen I 21 från Jämtlandsgruppen/14. hemvärnsbataljon på plats i Sollefteå. Dagen efter överlämnade chefen I 21 regementets fana till Jämtlands fältjägarkår på plats i Östersund. Jämtlandsgruppen (Fältjägargruppen namnändras från 2023 tillbaka till Jämtlandsgruppen) och hemvärnsbataljonen i Jämtlands län (14. hemvärnsbataljon), för traditionerna från Jämtlands försvarsområde (Fo 22) vidare. 

### Fälttåg
Fälttåg och krig som regementet kom att delta i.

- Skånska kriget (1675–1679)
- Stora nordiska kriget (1700–1721)
- Gustav III:s ryska krig (1788–1790)
- Finska kriget (1808–1809)
  - Slaget vid Hörnefors

### Förbandsfanor
Regementet har fört ett flertal fanor under sin aktiva tid. Tex: 
- 1682: Gröna kompanifanor med en vit ren inom en lagerkrans och fyrkulor i hörnen.[47]
- 1714: 7 st. blå kompanifanor och 1 st. vit livfana utdelades till regementet av år 1686 års förordning,[48] med Jämtlands vapen (ren i centrum, en varg attackerande framifrån och en örn på ryggen).

Den 16 september 1902 överlämnade chefen för VI. arméfördelningen Casten Warberg fanor till regementets två bataljoner. Fanorna troppades den 24 augusti 1996, då kung Carl XVI Gustaf överlämnade en ny fana till regementet. Efter att regementet avvecklades den 31 december 1997 kom fanan att föras gemensamt av Fältjägarbrigaden (NB 5) och Jämtlandsgruppen. Den 1 november 2000 överlämnades fanan till Jämtlands infanteribataljon. Vid sidan om fanan kom även regementet genom Norrlands trängbataljon föra Norrlands trängkårs standar.

### Kamratförening
Vid Värmlands regemente bildades den 24 februari 1937 kamratföreningen Fältjägarföreningen, vilken är en ideell förening och har som syfte att vara en länk och samlingsplats för anställda eller värnpliktiga som tjänstgjort vid Jämtlands fältjägarregemente, vidare vårdar föreningen förbandets minne och traditioner. Fältjägarföreningen hade tre lokalavdelningar, Föreningen för Fältjägare i Stockholm bildad den 11 november 1947, samt två ej längre existernade lokalavdelningar i Göteborg och Skåne.

### Utmärkelsetecken
I samband med avvecklingen regementet instiftades 2005 Jämtlands fältjägarremente och Östersunds garnisons minnesmedalj i silver (JämtfältjägregMSM).

### Vänförband
- Savolaxbrigaden, Finland.[i]

## Förbandschefer
Regementschefer verksamma vid regementet åren 1687–1997 samt åren 2000–2005. Åren 1974–1983 och 1994–1997 titulerades regementschefen försvarsområdesbefälhavare och innehade tjänstegraden överste av 1:a graden. Åren 1983–1990 hade regementschefen tjänstegraden överste och var underställd chefen för Östersunds armégarnison. För åren 1998–2000, se Fältjägarbrigaden. Från 2022 tituleras förbandschefen kårchef och har tjänstegraden överstelöjtnant, samt är underställd chefen Västernorrlands regemente. 

- 1687–1704: Carl Hård af Segerstad
- 1704–1705: Bengt Ribbing(Tf.)
- 1705–1710: Bengt Ribbing
- 1710–1717: Mikael Planting-Bergloo
- 1717–1725: Reinhold Henrik Horn
- 1725–1739: Jakob Svinhufvud
- 1739–1750: Gotthard Wilhelm Marcks von Würtenberg[50]
- 1751–1760: Johan Hastfer
- 1760–1762: Henrik Wright
- 1762–1763: Carl Sparre
- 1763–1765: Carl Otto von Segebaden
- 1765–1766: Conrad von Blixen
- 1766–1768: Carl Hierta
- 1769–1769: Fredrik Ehrensvärd
- 1769–1769: Carl Gustaf Strömsköld
- 1769–1769: Claes Christoffer Ekeblad
- 1770–1770: Gustaf Adolf von Siegroth
- 1770–1775: Samuel Gustaf Stierneld
- 1775–1776: Gustaf Adolf Torwigge
- 1776–1785: Carl Adam Wachtmeister
- 1785–1785: Lorens Peter Almfelt
- 1785–1791: Adam Ludvig Lewenhaupt
- 1791–1792: Gustaf Gyllengranat
- 1792–1802: Göran Gustaf Hierta
- 1802–1805: Johan Henrik Tawast
- 1805–1813: Nils Gyldenstolpe
- 1813–1817: Johan Fredrik Eek[51]
- 1817–1818: Nils Gyldenstolpe
- 1818–1821: Gustaf Abraham Peyron
- 1821–1821: Gustaf Adolf Koskull
- 1821–1824: Carl Henrik Gyllenhaal
- 1824–1844: Johan Fredrik Boy
- 1844–1853: Gustaf Armfelt
- 1853–1862: Carl Ström
- 1862–1875: Helmer Mörner
- 1875–1879: Axel Ryding
- 1879–1884: Herman von Hohenhausen
- 1884–1888: Otto Gustaf Nordenskjöld
- 1888–1891: Jesper Crusebjörn
- 1891–1894: Henric Fredric Gyllenram
- 1894–1897: Waldemar Anshelm Gotthard Nisbeth
- 1897–1904: Frans Isak von Heland
- 1904–1912: Axel Tauvon
- 1912–1917: Vilhelm Rappe
- 1917–1928: Gösta Lilliehöök
- 1928–1931: Gösta Törngren
- 1931–1937: Karl Beskow
- 1937–1942: Nils Stenbeck
- 1942–1949: Carl-Oscar Agell
- 1949–1960: Nils Erik Bouveng
- 1960–1961: Carl Eric Almgren
- 1961–1968: Karl Sergel
- 1968–1979: Sture Fornwall
- 1979–1983: Jan Liedgren
- 1983–1984: Karl-Evert Englund
- 1984–1992: Leif Nilsson[52]
- 1992–1994: Ingvar Gustafsson[52]
- 1994–1997: Ove Fahlén
- 1998–2000: Se Fältjägarbrigaden
- 2000–2003: Anders Brännström
- 2003–2005: Per-Eric Gustavsson
- 2005–2021: Ej aktivt
- 2022–20xx: Oscar Ljungberg [j]

## Namn, beteckning och förläggningsort
| Kungl. Ångermanlands, Medelpads och Jämtlands regemente | 1646-01-16 | – | 1660-??-?? |
| Kungl. Jämtlands regemente till fot                     | 1670-??-?? | – | 1689-??-?? |
| Kungl. Jämtlands dragonregemente                        | 1689-??-?? | – | 1770-??-?? |
| Kungl. Jämtlands infanteriregemente                     | 1770-??-?? | – | 1820-02-07 |
| Kungl. Jämtlands fältjägarregemente                     | 1820-02-08 | – | 1853-05-24 |
| Kungl. Jämtlands fältjägarkår                           | 1853-05-25 | – | 1892-12-31 |
| Kungl. Jämtlands fältjägarregemente                     | 1893-01-01 | – | 1974-12-31 |
| Jämtlands fältjägarregemente                            | 1975-01-01 | – | 1997-12-31 |
| Jämtlands fältjägarregemente                            | 2000-07-01 | – | 2004-12-31 |
| Avvecklingsorganisation                                 | 2005-01-01 | – | 2006-08-31 |
| Jämtlands fältjägarkår                                  | 2022-01-17 | – |            |

| № 23      | 1816-03-26 | – | 1914-09-30 |
| I 23      | 1914-10-01 | – | 1927-12-31 |
| I 5       | 1928-01-01 | – | 1974-06-30 |
| I 5/Fo 22 | 1974-07-01 | – | 1983-06-30 |
| I 5       | 1990-07-01 | – | 1994-06-30 |
| I 5/Fo 22 | 1994-07-01 | – | 1997-12-31 |
| I 5       | 2000-07-01 | – | 2004-12-31 |
| AO I 5    | 2005-01-01 | – | 2006-08-31 |
| I 21/FJK  | 2022-01-17 | – |            |

| Frösö läger (F)             | 1682-??-?? | – | 1911-09-30 |
| Cronstads skans (D)         | 1713-??-?? | – | 1815-??-?? |
| Östersunds garnison (F)     | 1911-10-01 | – | 2006-08-31 |
| Grytans skjutfält (Ö)       | 1998-01-01 | – | 2006-01-01 |
| Dagsådalens skjutfält (Ö)   | 1943-??-?? | – | 2006-01-01 |
| Torråsens övningsområde (Ö) | 19??-??-?? | – | 2006-01-01 |
| Östersunds garnison (F)     | 2022-01-17 | – |            |

## Kända personer som gjort värnplikt på I 5
- Thomas Fogdö, f.d. elitskidåkare alpint (värnplikt, idrottspluton)
- Thomas Magnuson, f.d. elitskidåkare (värnplikt, idrottspluton, 1970/71)
- Torgny Mogren[53], f.d. elitskidåkare (värnplikt, idrottspluton 1982/83)
- Jan Ottosson, f.d. elitskidåkare (värnplikt, idrottspluton, 1981)
- Olle Rimfors, alpin skidpionjär (värnplikt, 1915/16)
- Gunde Svan[53], f.d. elitskidåkare (värnplikt, idrottspluton 1982/83)
- Mikael Tornving[54], skådespelare och komiker (värnplikt, 1980/81)
- Thomas Wassberg, f.d. elitskidåkare (värnplikt, idrottspluton, 1976/77)

## Galleri

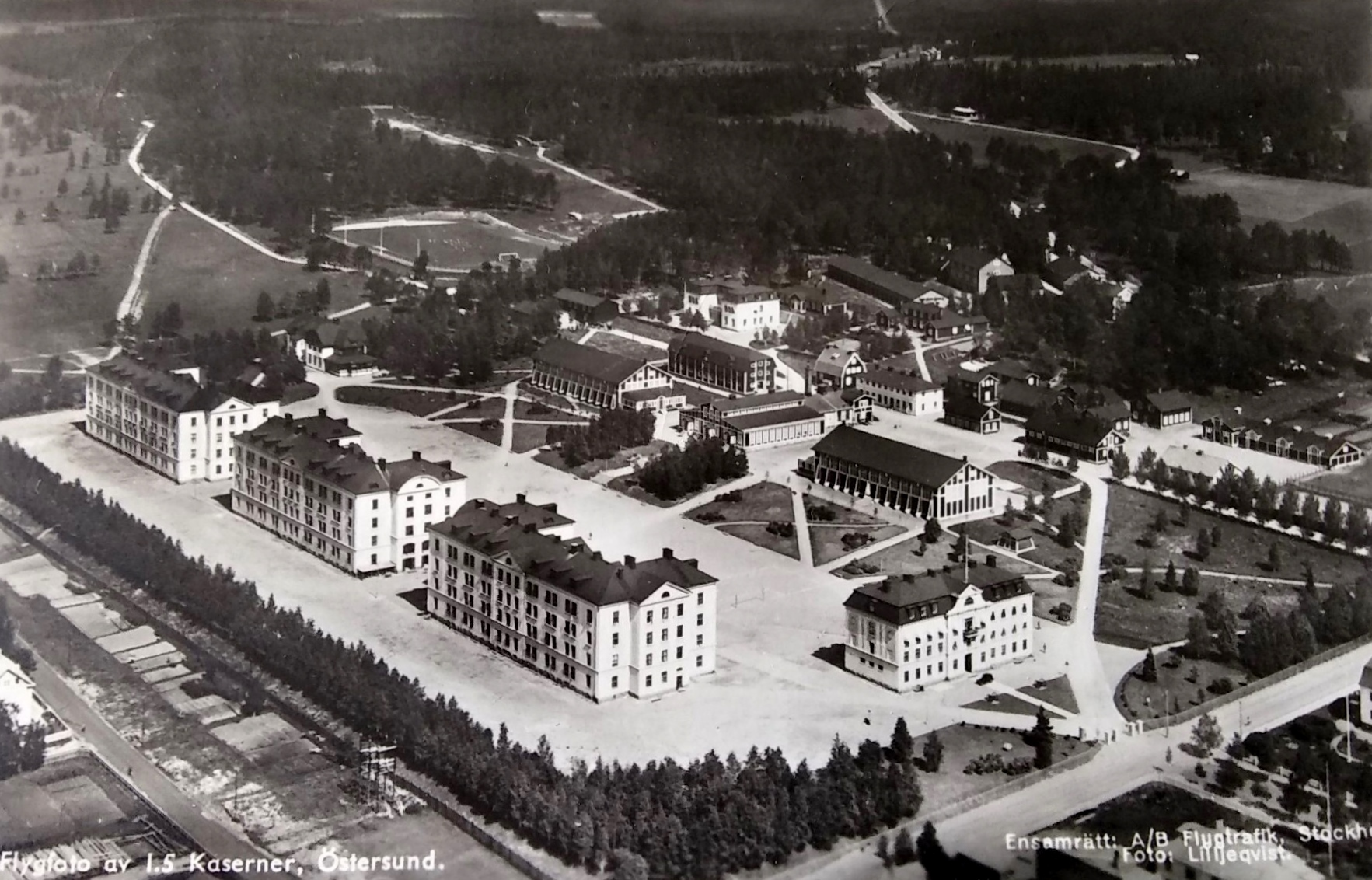
Flygbild från 1930-talet över kasernetablissementet vid Fältjägargränd.
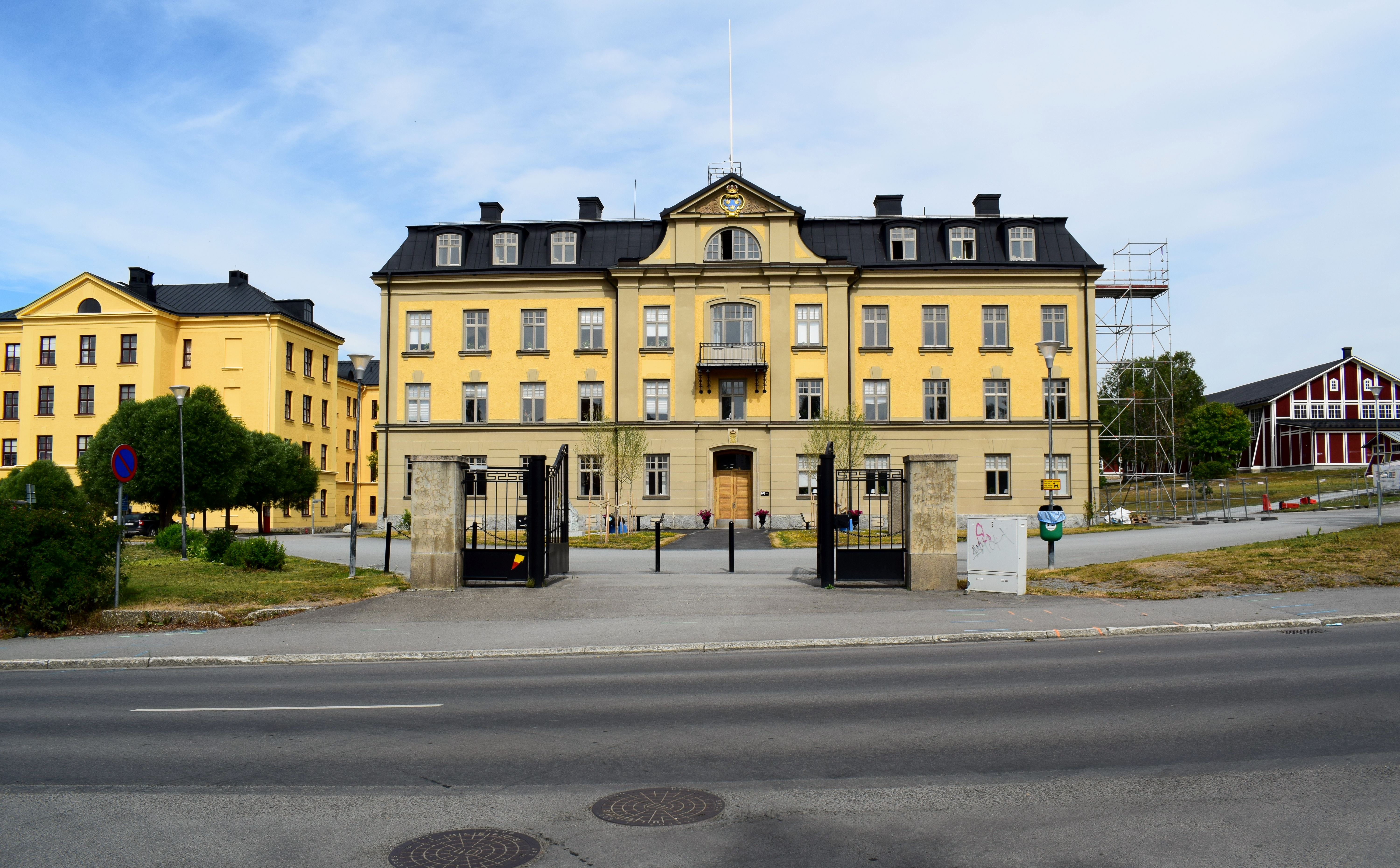
Kanslihuset vid Jämtlands fältjägarregemente.
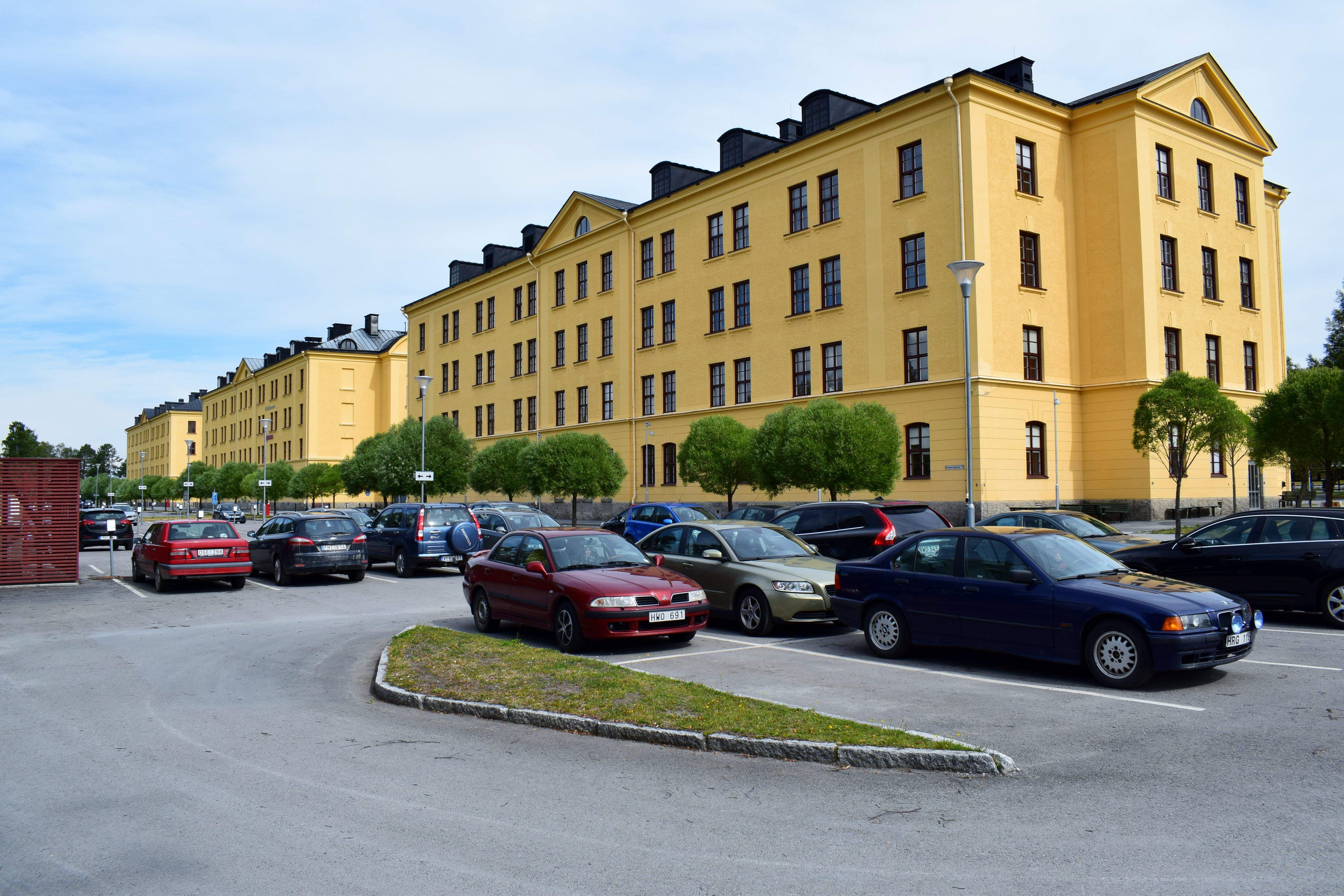
Kasernerna vid Jämtlands fältjägarregemente.
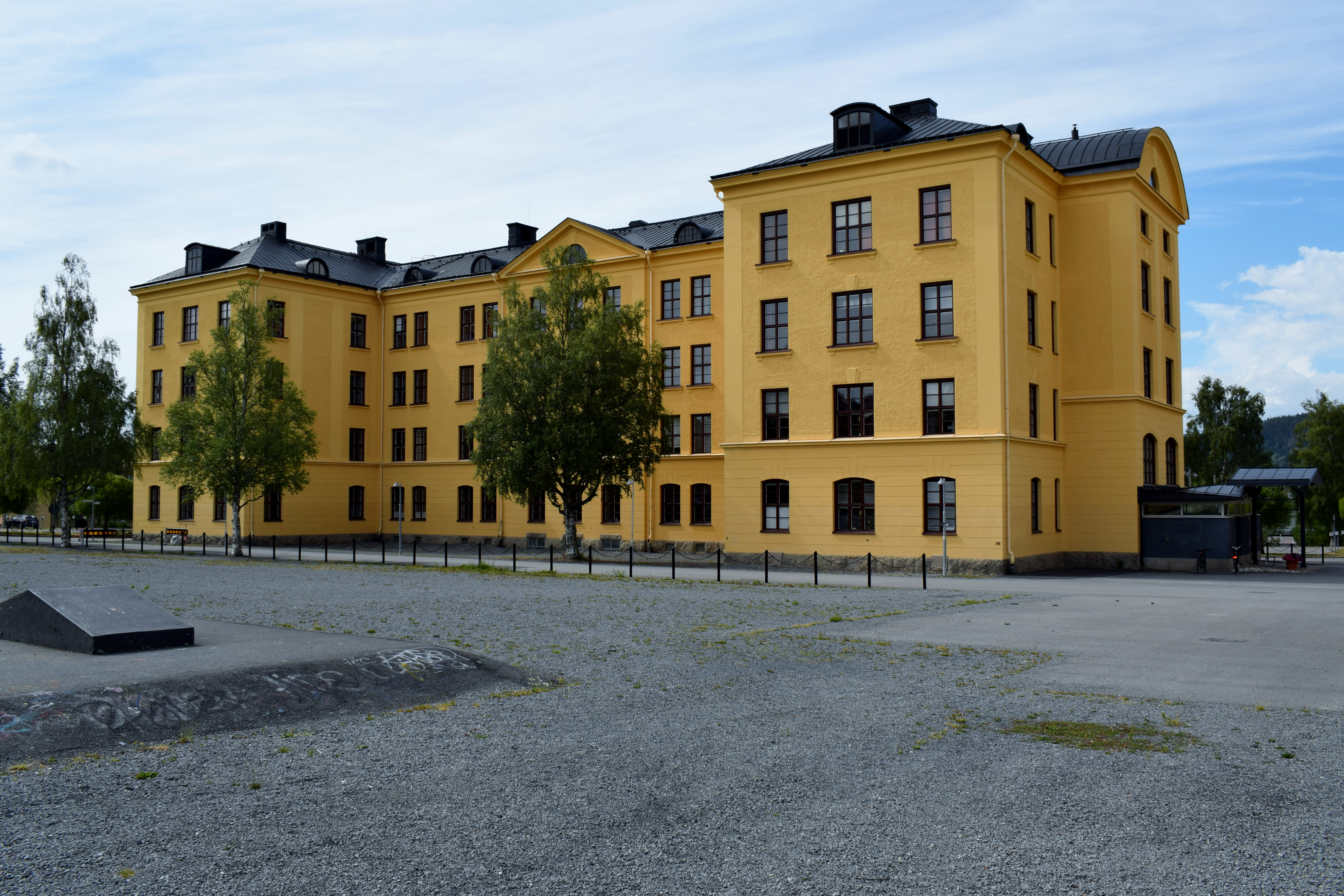
Första kasernen vid Jämtlands fältjägarregemente.
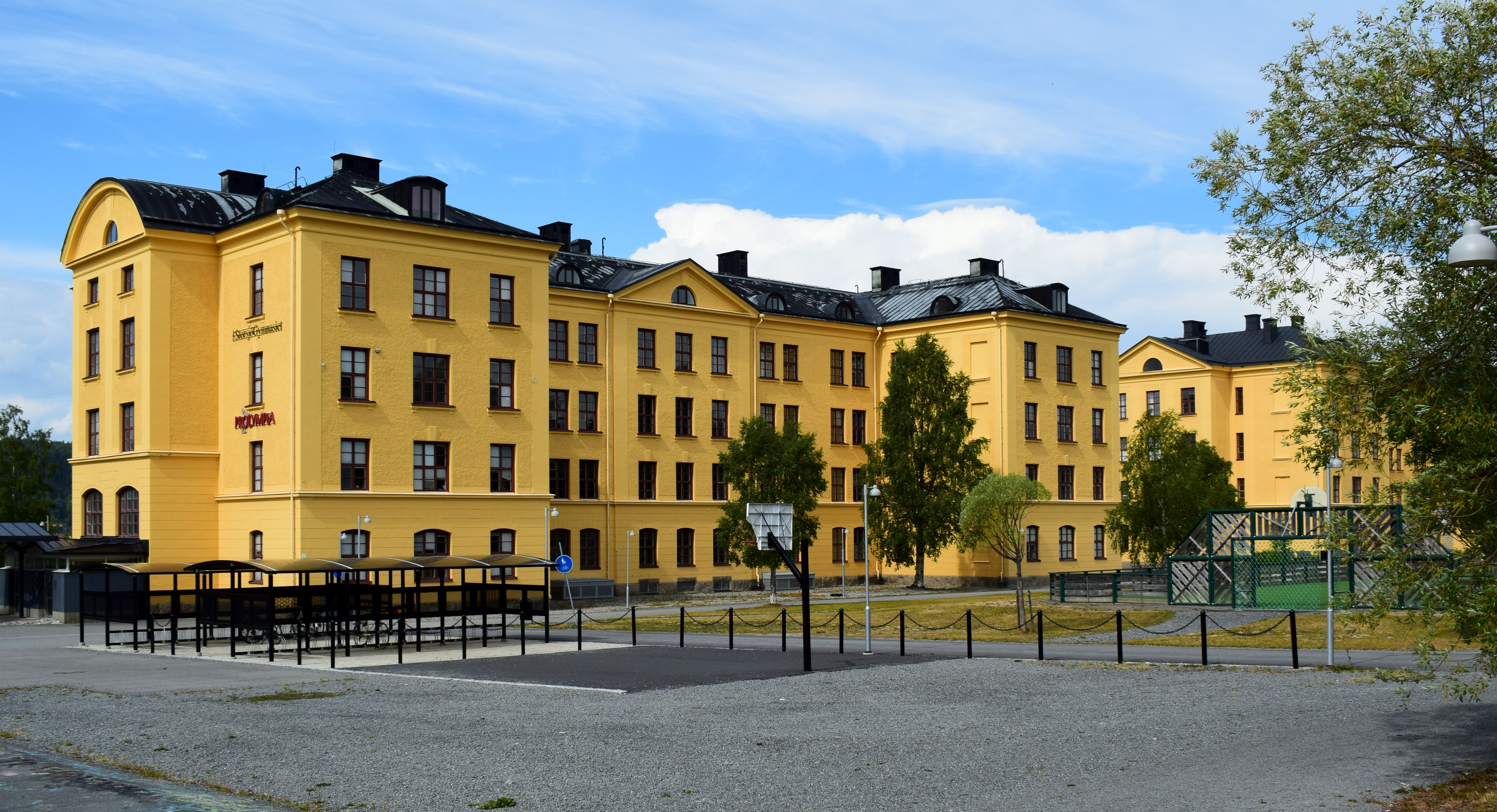
Andra kasernen vid Jämtlands fältjägarregemente.
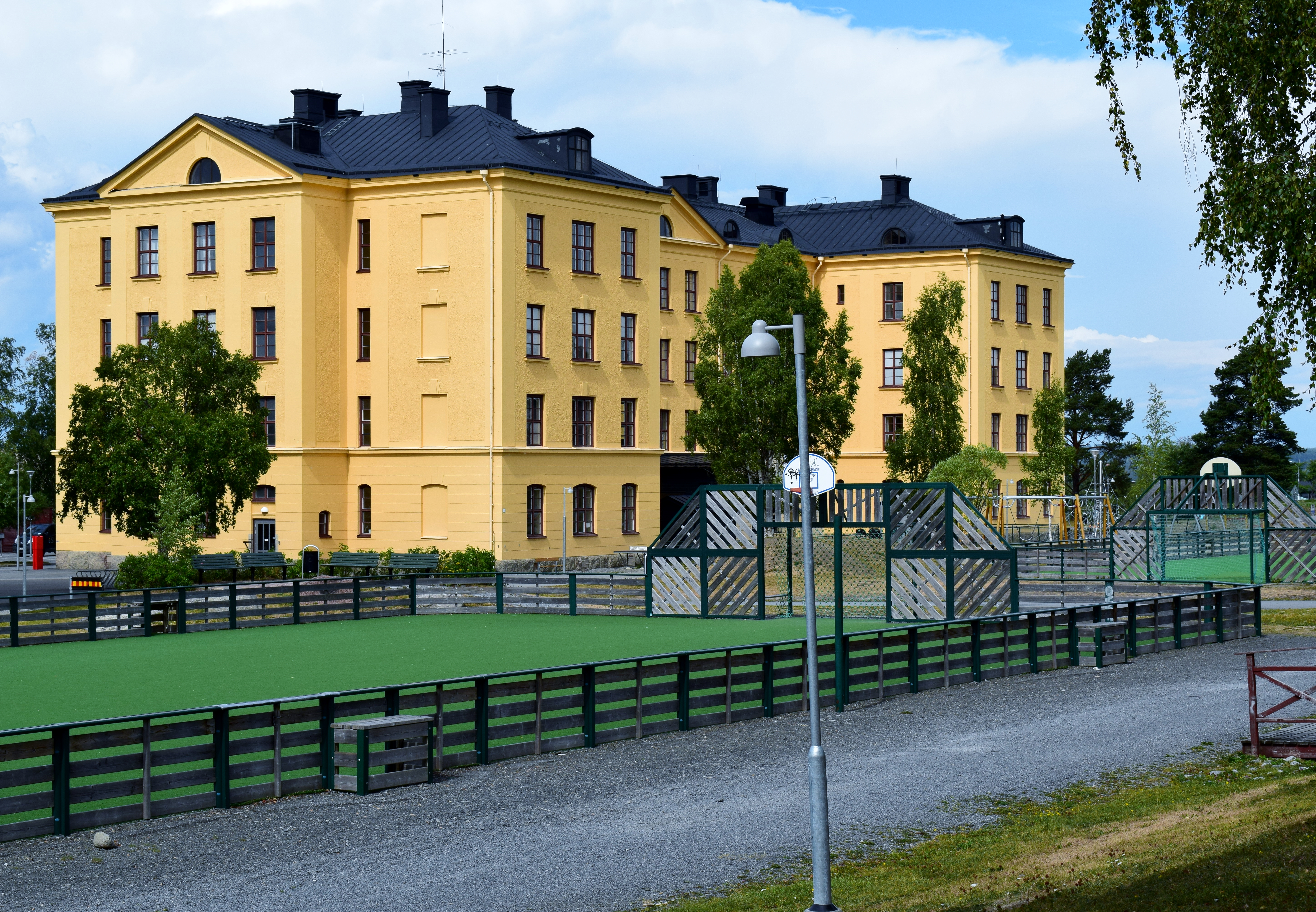
Tredje kasernen vid Jämtlands fältjägarregemente.
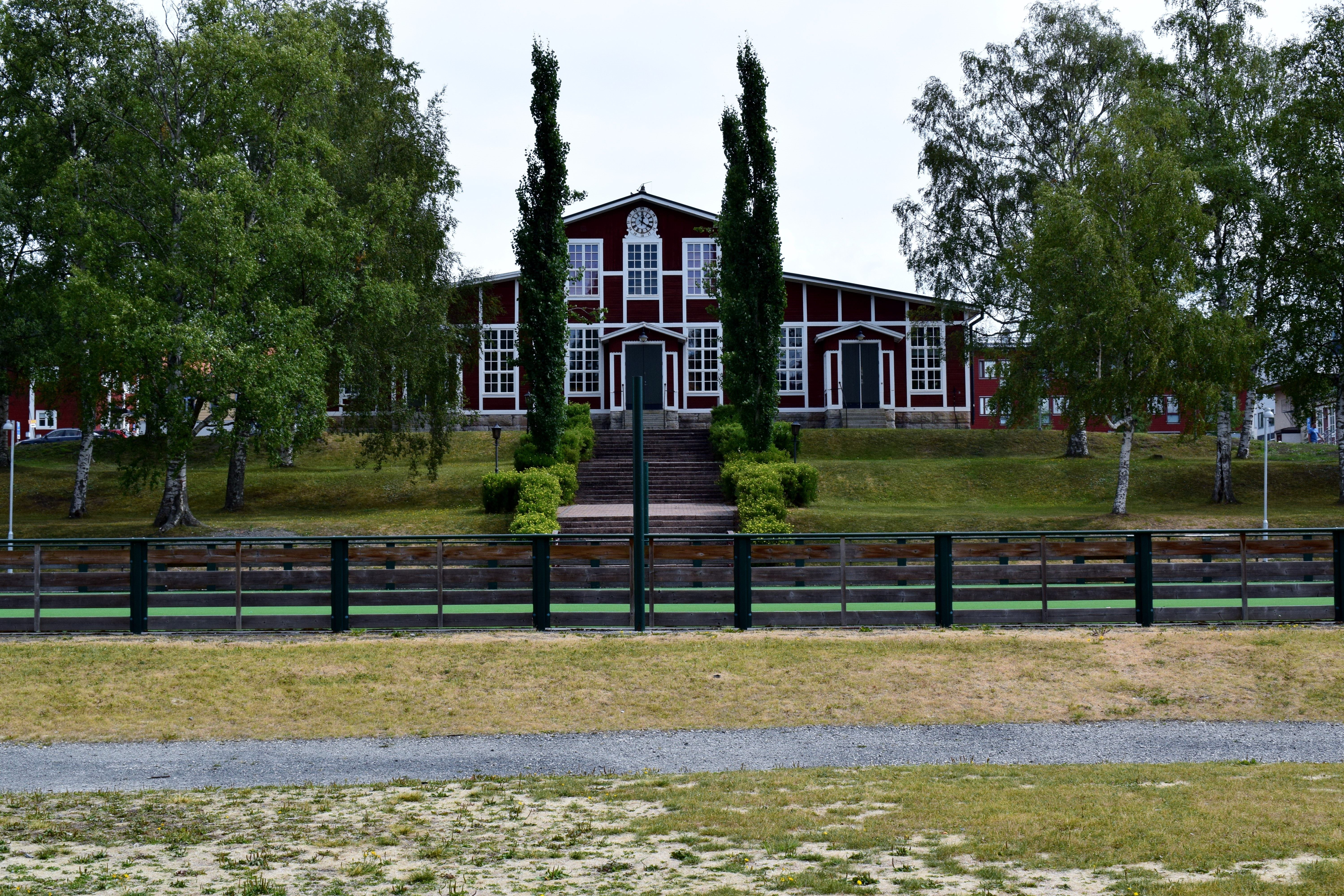
Matsalsbyggnad vid Jämtlands fältjägarregemente.
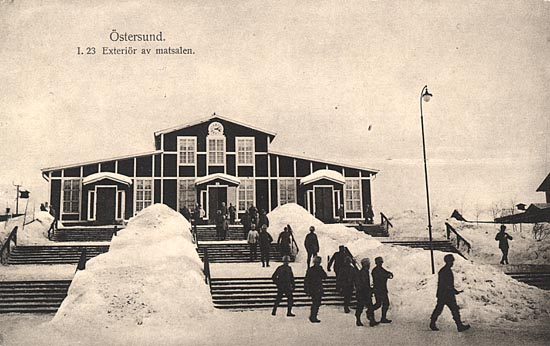
Matsalen vid I 23 under 1920-talet.
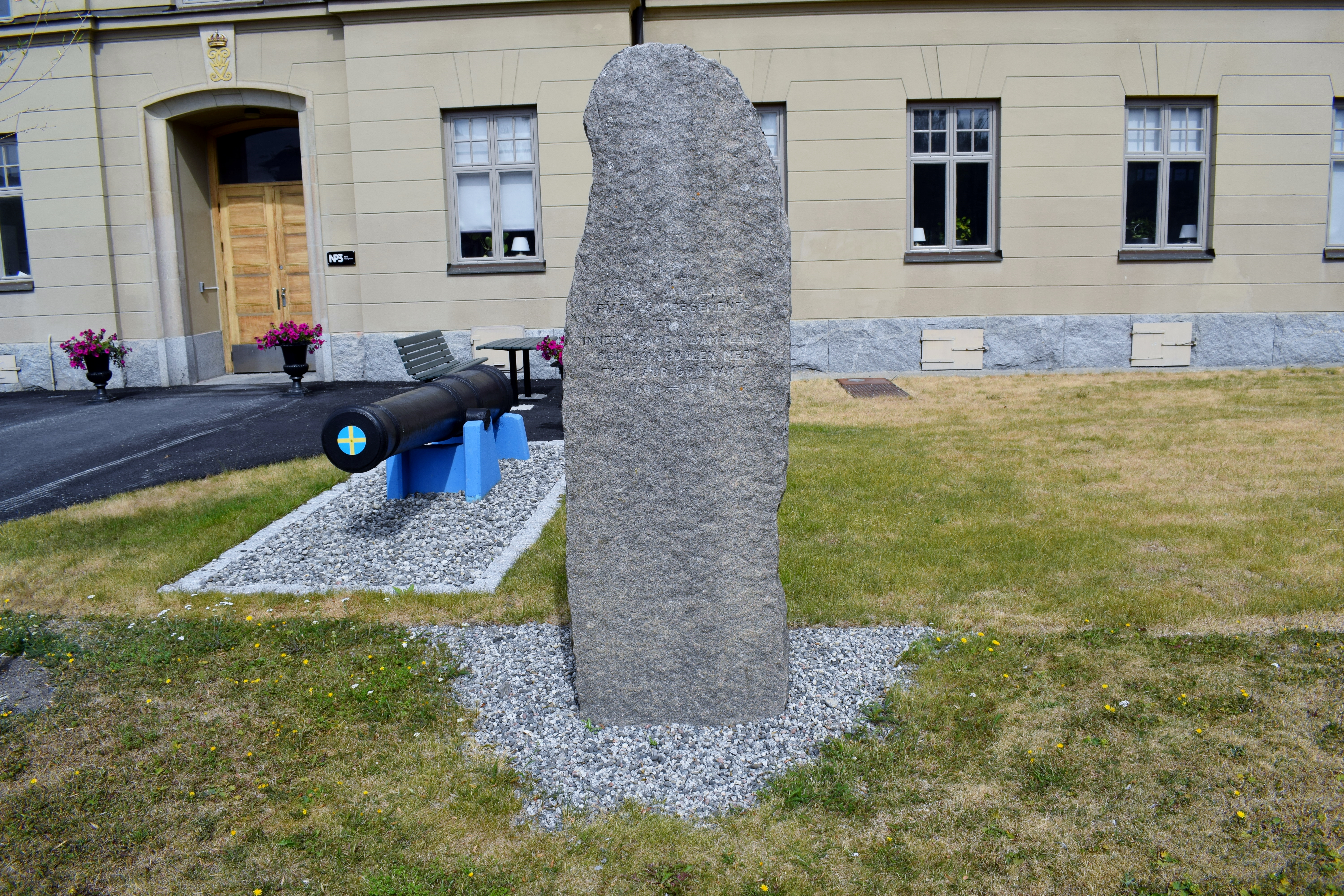
Minnessten över Jämtlands fältjägarregemente.
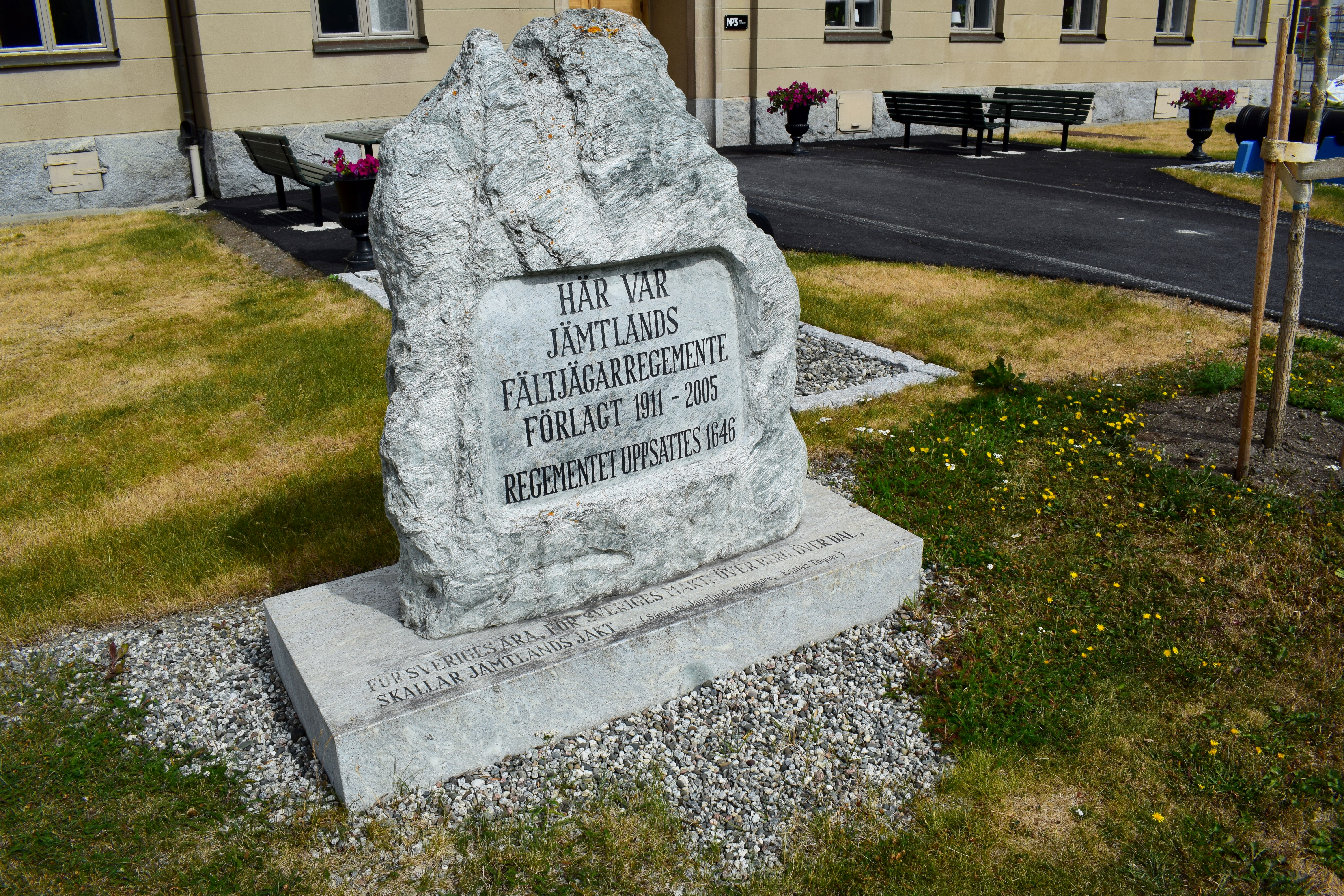
Minnessten över Jämtlands fältjägarregemente.
Jämtlands fältjägarregementes vapen 1994-1997.
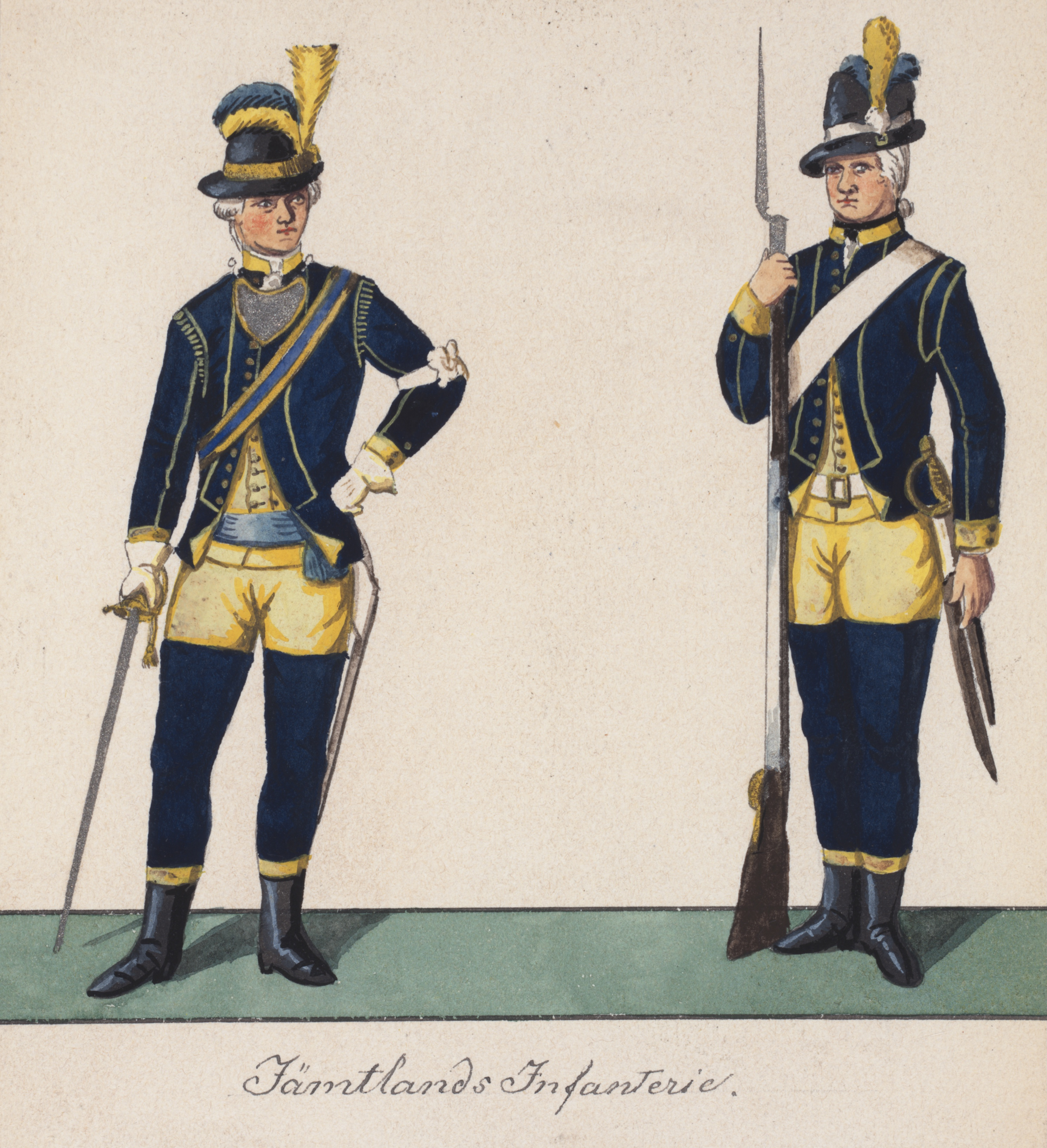
Uniform m/1779
Uniform 1798
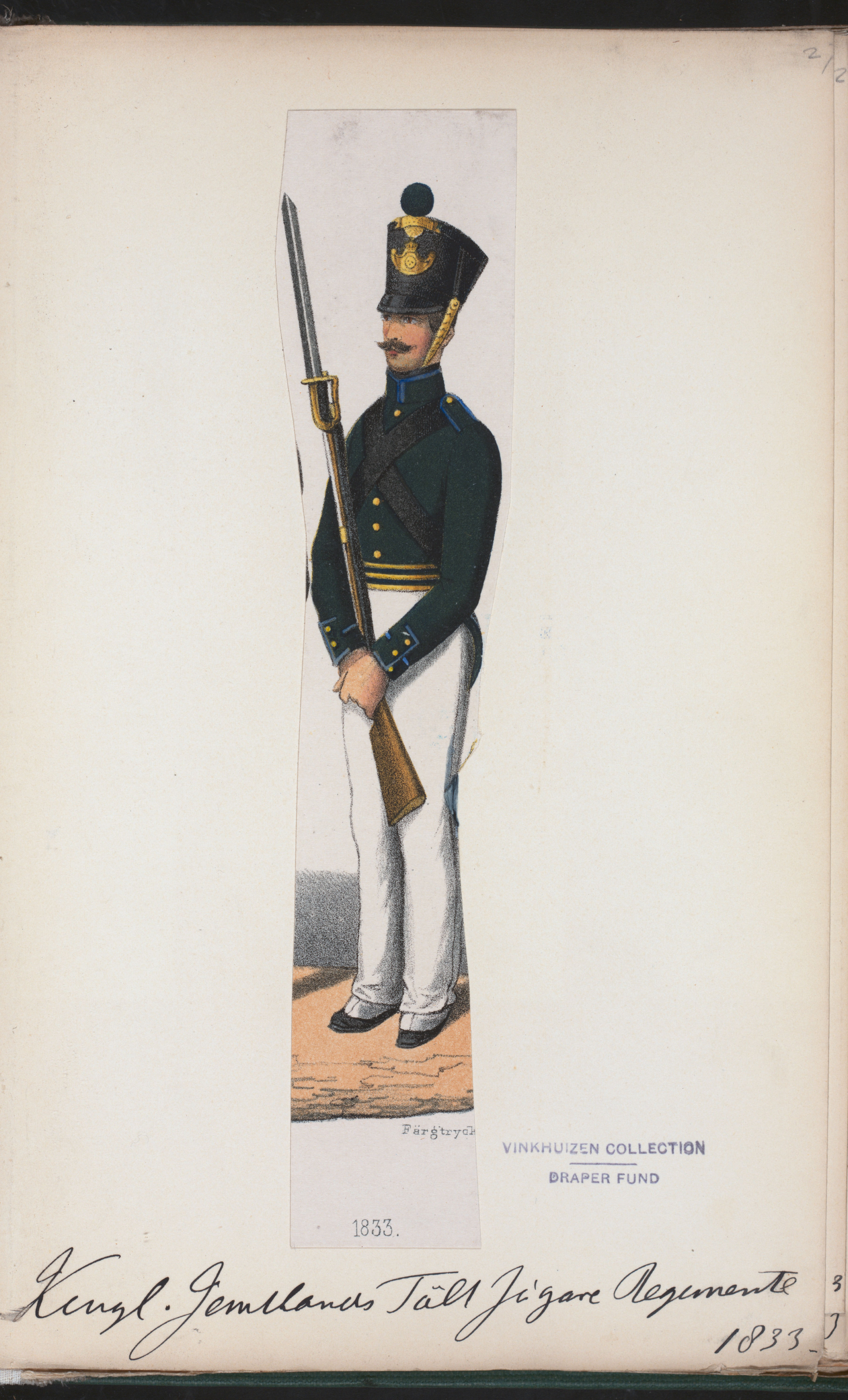
Uniform 1833
Uniformer cirka 1840.
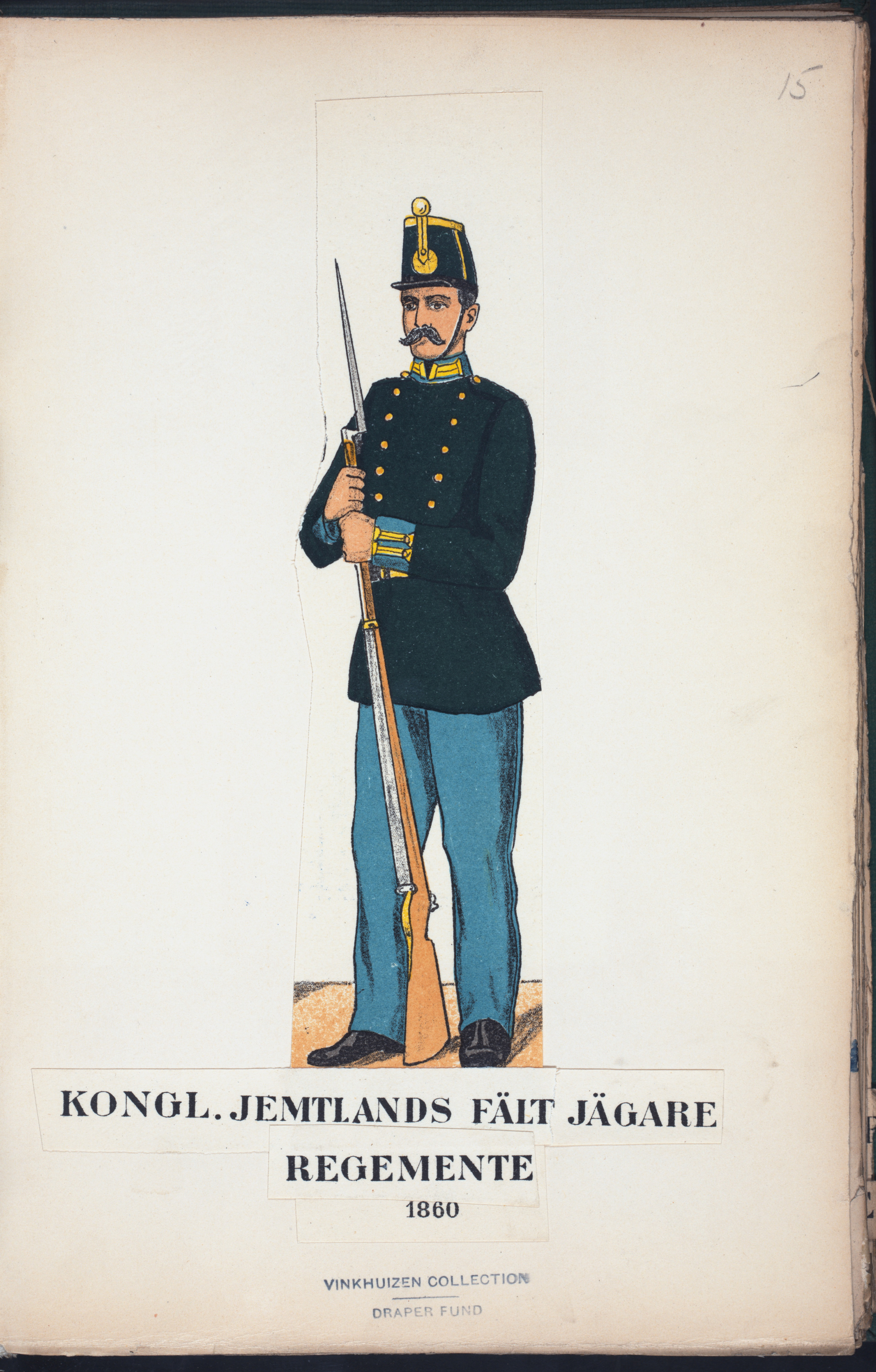
Uniform 1860
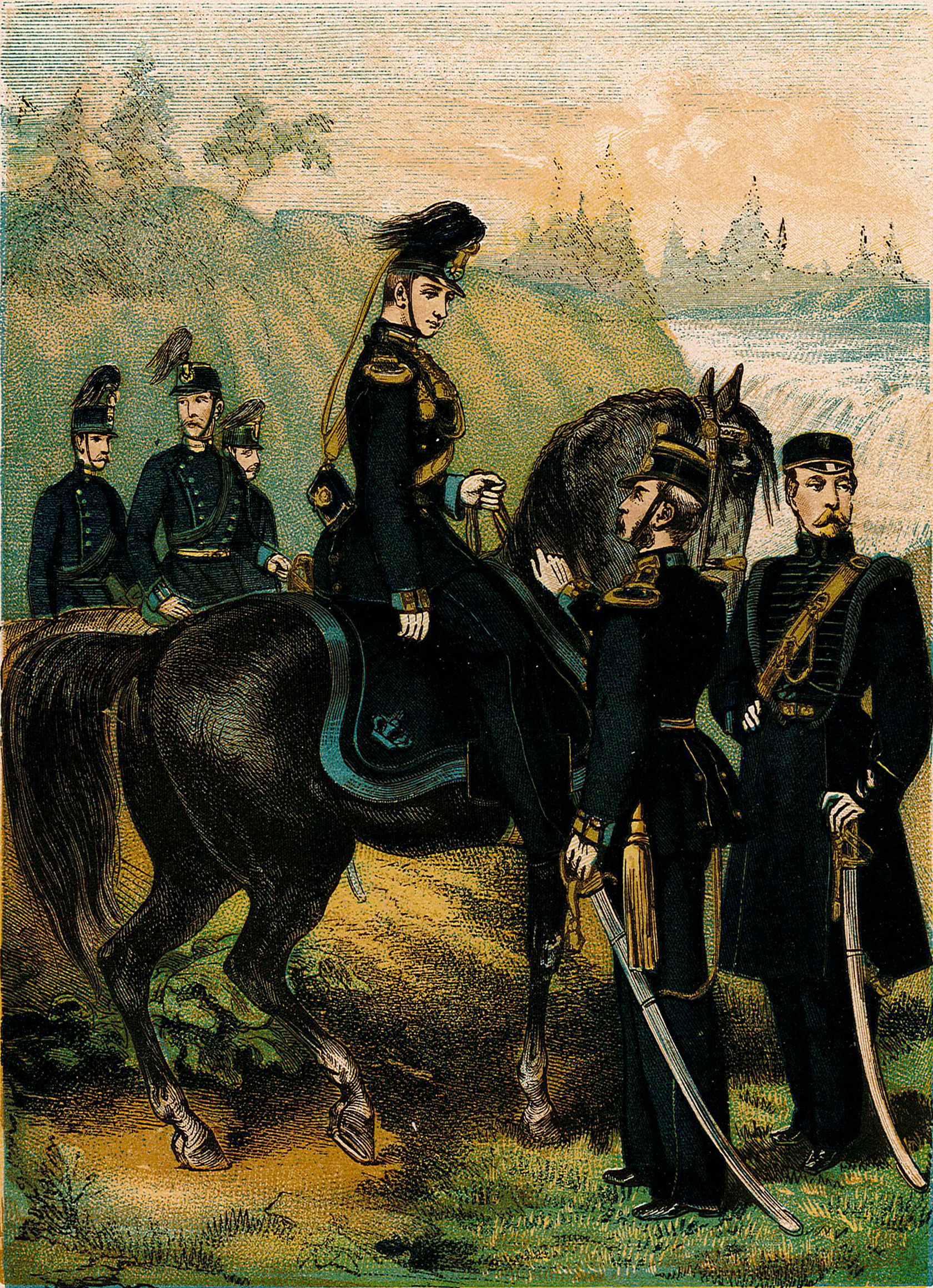
Uniformer för hästjägarkåren och fältjägarkåren vid mitten av 1860-talet.